# Lei dos Sexagenários
La Lei dos Sexagenários ("legge dei sessantenni"), nota anche come Lei Saraiva-Cotegipe (dal cognome, o predicato nobiliare, dei due Primi ministri avvicendatisi durante l'approvazione del provvedimento) o Lei n.º 3.270/1885, è una legge brasiliana che fu promulgata il 28 settembre 1885, e garantiva la libertà degli schiavi che avessero compiuto 60 anni, con il diritto dei proprietari di ricevere un indennizzo. Esso doveva essere pagato dal liberto, che era obbligato a prestare servizio al suo ex padrone per altri tre anni o fino al compimento del 65º anno di età.
Anche se l'effetto pratico era scarso, in quanto liberava solo gli schiavi che, a causa dell'età, erano meno apprezzati, ci fu una grande resistenza da parte dei padroni degli schiavi e dei loro rappresentanti nell'Assemblea Nazionale. Inoltre, i padroni registravano falsamente i propri schiavi come più giovani di quanto fossero in realtà e, una volta liberati, molti non avevano un posto dove andare e/o le loro famiglie venivano mantenute nella stessa situazione di schiavitù.
La pressione sul Parlamento si intensificò con il cosiddetto Projeto Dantas, una proposta del ministro e senatore liberale Sousa Dantas nel 1884. Gli schiavisti si opposero così fermamente che la legge fu approvata solo nel 1885, con una serie di emendamenti e dopo aver innalzato il limite di età per la liberazione da 60 a 65 anni. La maggior parte dei sessagenari si trovava nelle province produttrici di caffè, il che spiega la resistenza della Câmara e del Senado. Nel 1888, tuttavia, la Lei Áurea abolì completamente la schiavitù.

## Contesto

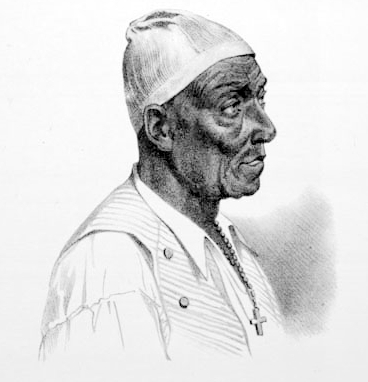
Uno schiavo anziano, opera di Johann Moritz Rugendas

L'Impero portoghese aveva abolito la schiavitù nel 1761, ma fino al 1869 mantenne la pratica di inviare schiavi nelle colonie su navi negriere. Nel Brasile coloniale, i movimenti rivoluzionari lottarono per liberare gli schiavi e farli ribellare ai loro padroni. Il Brasile ottenne l'indipendenza nel 1822, e durante il regno di Pietro II il Paese mantenne sul tema un atteggiamento cauto, cercando di eliminare la schiavitù gradualmente, poiché si temeva che una fine repentina di quell'istituto avrebbe potuto innescare una crisi socio-economica.
La causa abolizionista incontrò il consenso popolare soprattutto negli anni 1870. L'adozione della Lei dos Sexagenários fu preceduta dalla promulgazione della Lei Eusébio de Queirós (1850) e della Lei do Ventre Livre (1871). La prima vietò l'ingresso di schiavi in Brasile, facendo praticamente diventare reato la relativa tratta, mentre la seconda concesse la manomissione dei bambini nati da madri in condizione di schiavitù. Entrambe avevano già un precedente nella Lei Feijó (1831), che decretava che i neri arrivati da quel momento in poi sarebbero stati liberi, ma di fatto non venne rispettata, guadagnandosi il soprannome di "legge ad uso degli inglesi".
All'epoca del varo della Lei dos Sexagenários, il governo brasiliano subiva pressioni interne ed esterne per ridurre la schiavitù. Negli altri Paesi di recente indipendenza dell'America Latina, la manodopera servile veniva gradualmente sostituita da quella libera.

## Progetto di legge

### Atti

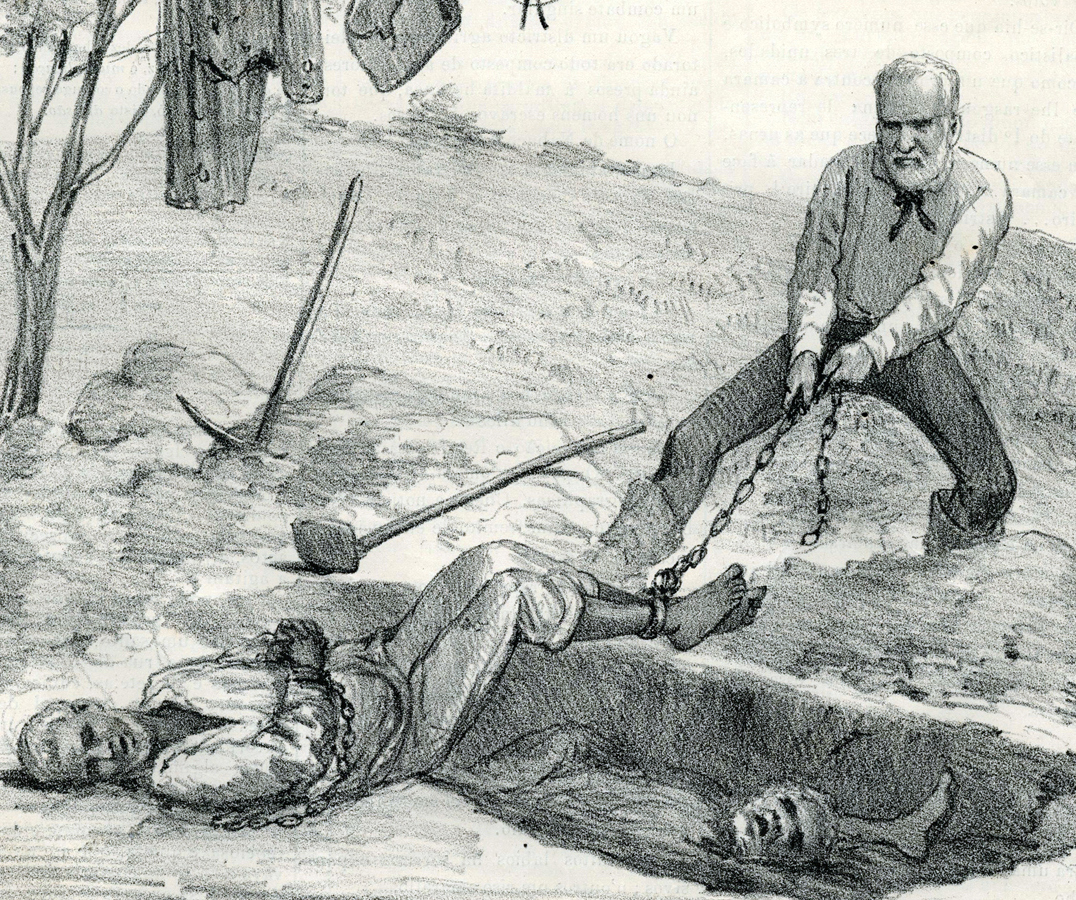
Illustrazione a proposito della Lei dos Sexagenários, publicata nel numero 413 della Revista Illustrada

Nel 1884, il presidente del Consiglio dei Ministri, il liberale Sousa Dantas, presentò al Parlamento un disegno di legge ispirato da idee abolizioniste. Inizialmente la proposta, che divenne nota come Projeto Dantas, prevedeva la liberazione degli schiavi ultrasessantenni, senza alcun compenso, e un inasprimento fiscale a carico dei proprietari di schiavi.
La proposta avanzata da Dantas suscitò controversie, con i conservatori dichiaratamente contrari e i liberali spaccati in due fazioni. La Camera approvò una mozione che respingeva il progetto e, per effetto della crisi politica che ne nacque, l'imperatore Pietro II sciolse la camera bassa del Parlamento, e all'indizione di elezioni anticipate. La liberazione senza indennizzo degli schiavi sessantenni era il punto che generava il maggior disaccordo, che proseguì anche dopo le elezioni, portando Dantas a rinunciare all'incarico.
L'imperatore diede a José Antônio Saraiva l'incarico di formare un nuovo governo. Anche Saraiva era un politico liberale, ma considerato più moderato e conciliante di Dantas. Nell'elaborare un nuovo progetto, Saraiva inserì la previsione di manomissione con indennizzo. Il Gabinetto Saraiva attraversò una crisi prima che la misura fosse approvata dal Senato, sebbene avesse già ottenuto l'appoggio dei deputati. Saraiva alla fine si dovette dimettere e il nuovo presidente designato, il conservatore João Maurício Wanderley, barone di Cotegipe, riuscì a far approvare il progetto, senza ricevere modifiche dei senatori, anche se continuavano ad essere formulate diverse critiche. Il 28 settembre 1885 l'imperatore sanzionò il progetto, convertendolo in legge.

### Disposizioni

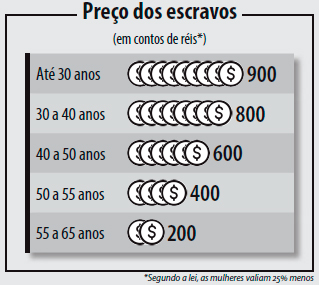
Importi di indennizzo previsti dalla legge per fascia d'età; secondo la legge, le donne valevano il 25% in meno. (fonte: Agência Senado)

Il testo sanzionato prevedeva la manomissione degli schiavi che avessero compiuto 60 anni, ma non senza imporre condizioni: prima della liberazione, ci sarebbe stato un servizio obbligatorio e gratuito, che si sarebbe prestato a titolo di indennizzo, pagato ai propri padroni. Se il liberto avesse raggiunto i 65 anni, sarebbe stato dispensato dalla prestazione del servizio. Oltre a questo, il testo stabiliva anche altre disposizioni, tra cui:
- "È ammessa la remissione degli stessi servizi [di schiavitù], per un importo non superiore alla metà di quello arbitrato per gli schiavi tra i 55 e i 60 anni";
- "Tutti i liberti di età superiore ai 60 anni, terminato il periodo di servizio, rimarranno a vivere presso i loro ex padroni, che saranno obbligati a nutrirli, vestirli e curarli nelle loro malattie, godendo dei servizi compatibili con le loro forze, a meno che non preferiscano procurarsi altrove i mezzi di sussistenza, e i Giudici degli Orfani li ritengano in grado di farlo";
- "Il comune in cui è stato liberato sarà il suo domicilio per un periodo di cinque anni dalla data della liberazione, tranne che nelle città capoluogo";
- "Chiunque si allontani dal proprio domicilio sarà considerato un vagabondo e fermato dalla polizia per essere impiegato in opere pubbliche o in colonie agricole";
- "Il governo istituirà frontiere coloniali agricole in varie parti dell'Impero o nelle province, regolate dalla disciplina militare, in cui saranno inviati i liberti senza occupazione".

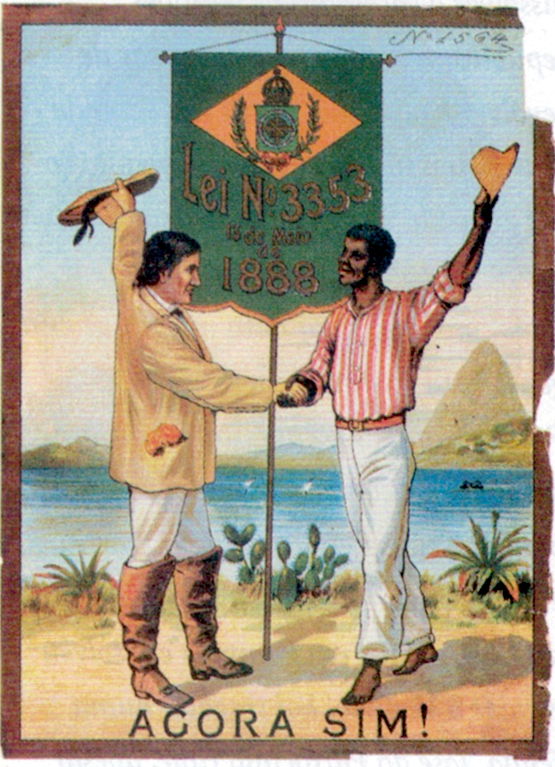
Manifesto commemorativo dell'abolizione della schiavitù in Brasile, avvenuta tre anni dopo la promulgazione della Lei dos Sexagenários

## Conseguenze
L'adozione della Lei dos Sexagenários produsse pochi effetti pratici, dal momento che solo una minoranza di schiavi brasiliani aveva più di 60 anni. Nel 1872, l'aspettativa di vita della popolazione generale era di 27,4 anni, mentre quella degli schiavi era di 21 anni. Nel 1887, su 723 000 schiavi, solo 28 800 avevano più di 55 anni. Inoltre, il prezzo pagato per gli schiavi era più alto per quelli più giovani, e andava da 900 real (per gli schiavi fino a 30 anni) a 200 (per quelli tra i 55 e i 65 anni).
Nel 1888 la principessa Isabella sanzionò la Lei Áurea, ponendo giuridicamente fine alla schiavitù.
A proposito della Lei dos Sexagenários, la storica Emília Viotti da Costa scrisse:

" Fu un tentativo disperato, da parte di coloro che si aggrappavano alla schiavitù, di fermare il processo sul nascere. Ma era troppo tardi. Il popolo aveva tolto la direzione del movimento dalle mani delle élite. L'abolizione era diventata una causa popolare e godeva del sostegno non solo di ampi settori delle classi lavoratrici, ma anche di importanti settori delle classi medie e persino di alcuni rappresentanti delle élite. Aveva anche il sostegno della principessa e dell'imperatore. Il movimento era ormai incontrollabile. Niente poteva fermarlo".